# Cis bonariensis
Cis bonariensis là một loài bọ cánh cứng trong họ Ciidae. Loài này được Steinheil miêu tả khoa học năm 1874.